# Доходный дом Сокол
Дохо́дный до́м Со́кол — московский архитектурный памятник, выполненный в стиле сецессион. Расположен в Мещанском районе Центрального административного округа на улице Кузнецкий Мост. Построен в 1904 году по проекту архитектора Ивана Машкова. В здании находились различные учреждения, с 1961-го в нём располагается градостроительный институт «Моспроект-3». С 2004 года дому присвоен статус объекта культурного наследия России регионального значения.

## История
Доходный дом московской домовладелицы Марии Владимировны Сокол возводился в 1903—1904 годах под руководством архитектора Ивана Машкова. В начале XX века верхние этажи главного дома, на которых располагались многокомнатные меблированные квартиры, и дворовые корпуса здания были жилыми. Первый и второй этажи доходного дома сдавались в аренду различным конторам и магазинам. С 1909 года помещения здания занимало итальянское издательство «Данте Алигиери» с бесплатной читальней. В особняке также находились фотостудия «Шерер, Набгольц и Ко» и ресторан.
В советское время здание занимали магазины Мосторга, книжная лавка «Международная книга» и магазин издательства «Академия». С 1961 года в доме располагается офис компании «Моспроект-3». В 1980-е торговые помещения нижних этажей были отведены под офисы иностранных авиакомпаний.
Доходный дом Сокол несколько раз реконструировали. Во время перестроек 1930—1970-х годов были повреждены детали фасада, отделка ресторана на нижнем этаже и элементы декора в квартире владелицы дома. В 1990-х ансамбль здания утратил металлический козырёк эркера и ворота, ажурное завершение фронтона, а также часть криволинейных оконных переплётов. Неудачная реставрация 2010—2013 годов и установка климатического оборудования изменили облик сохранившихся криволинейных рам, каменных подоконников и декора фасада. Внутри дома были также сняты подлинные деревянные перила и повреждены элементы интерьера.
В разное время в арендованных меблированных комнатах жили дирижёр Большого театра Юрий Файер, актриса Елена Гоголева и оперная певица Евгения Збруева.

## Архитектурные особенности
Пятиэтажное здание построено в стиле сецессион под влиянием школы австрийского архитектора Отто Вагнера. Ансамбль доходного дома представляет собой каре застройки с внутренним двором и несколькими корпусами. Для улучшения обозрения здания и создания свободной площадки перед главным входом архитектор отодвинул линию застройки вглубь красной линии улицы.
Внешний облик дома Сокол отличается асимметрией фасада и мягкой пластикой крупных форм, подчёркнутой прямоугольными эркерами, витринными окнами и узорчатыми балконами верхних этажей. Фронтальная часть здания разделена плоскими лопатками небольшого выноса. Центральной фигурой фасада является фронтон в виде гигантской волюты, украшенный прорезными скульптурными деталями и ажурными металлическими решетками. Трёхчастная майоликовая мозаика, выполненная по эскизу живописца Николая Сапунова на Бутырском керамическом заводе «Абрамцево», гармонично повторяет мотивы внешнего убранства гостиницы «Метрополь». Расположенное в аттике изображение парящей над горами птицы подчёркнуто двумя уходящими вверх пилястрами. Для декорирования фасада были также использованы рельефные изразцы, изготовленные по эскизам Михаила Врубеля 1890-х годов.

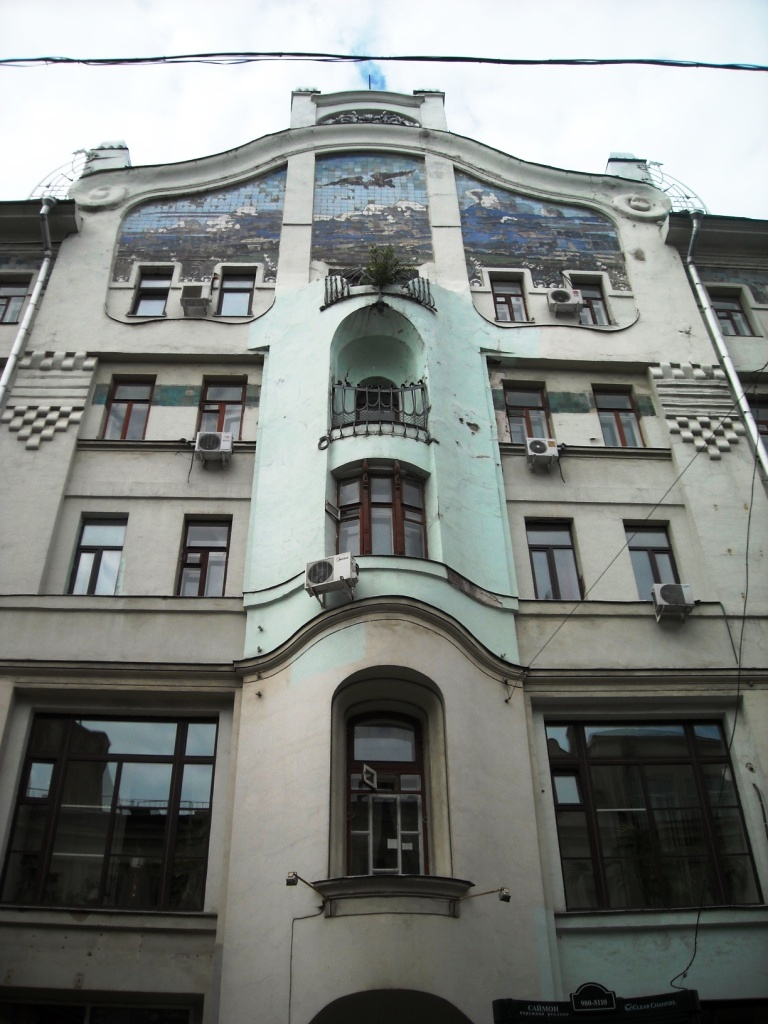
Фасад дома, 2010 год
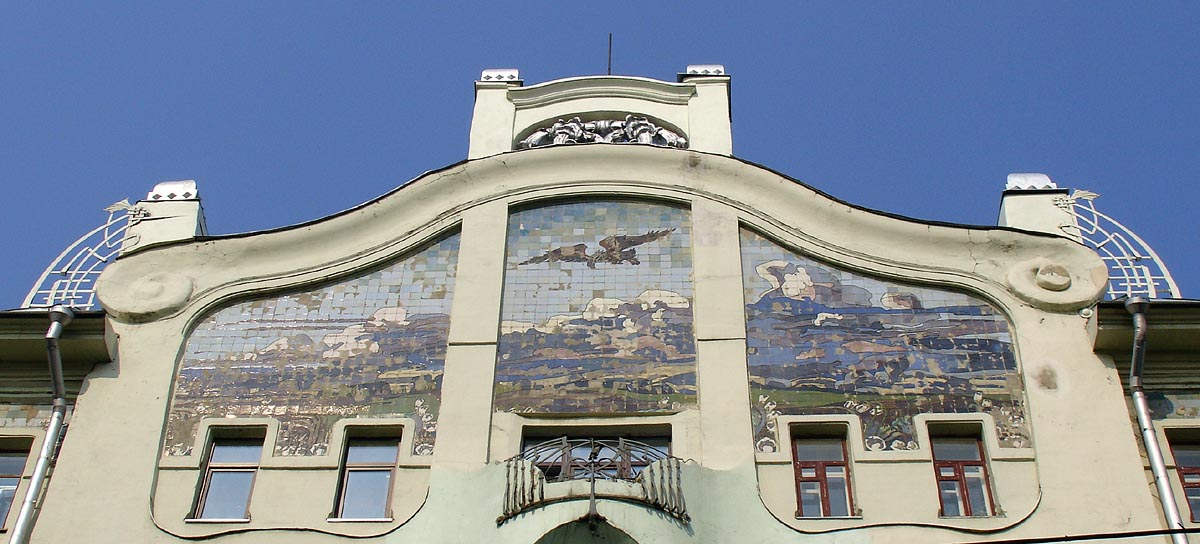
Панно на фасаде здания, 2007 год
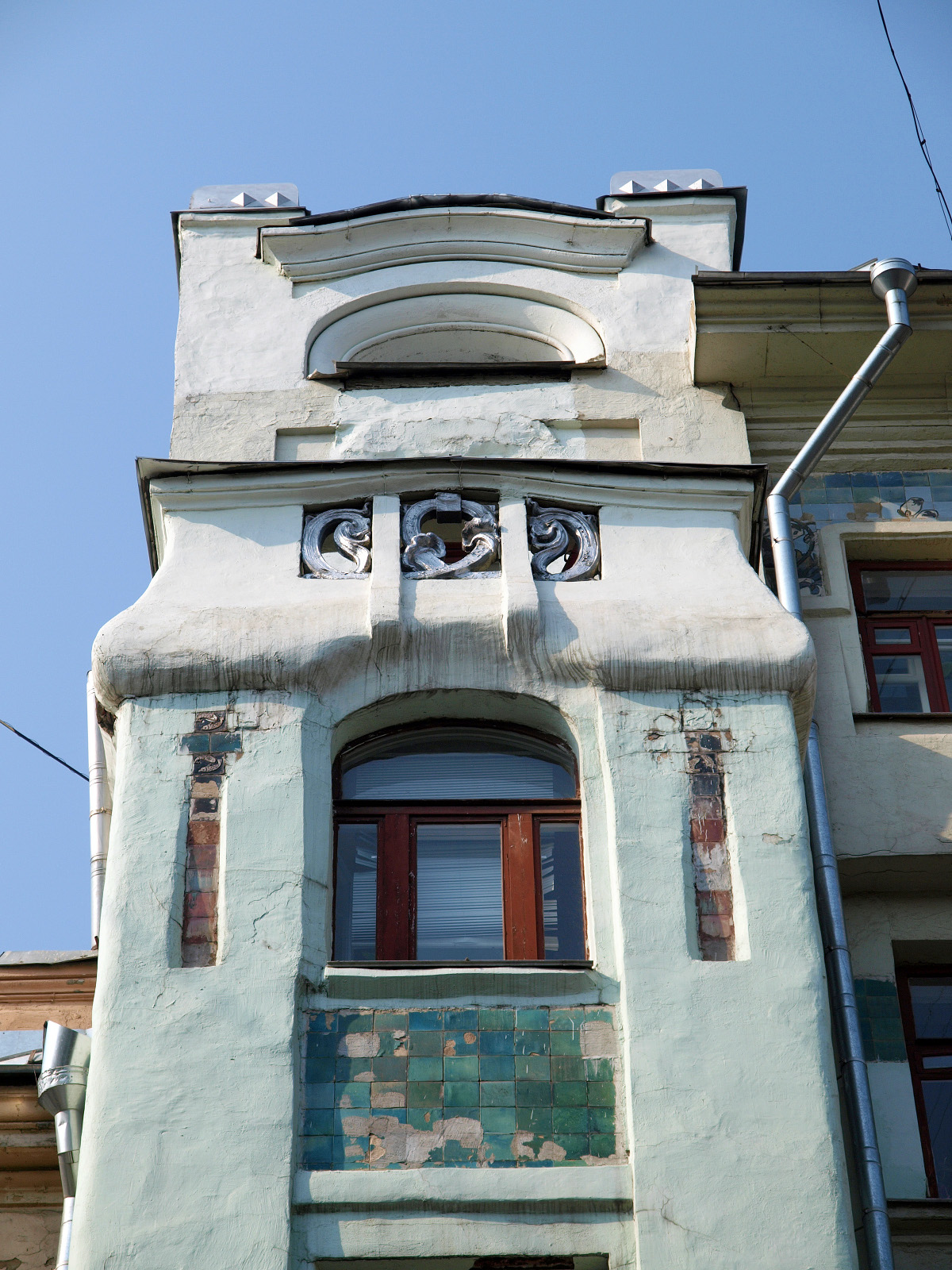
Элементы наружного декора, 2008 год
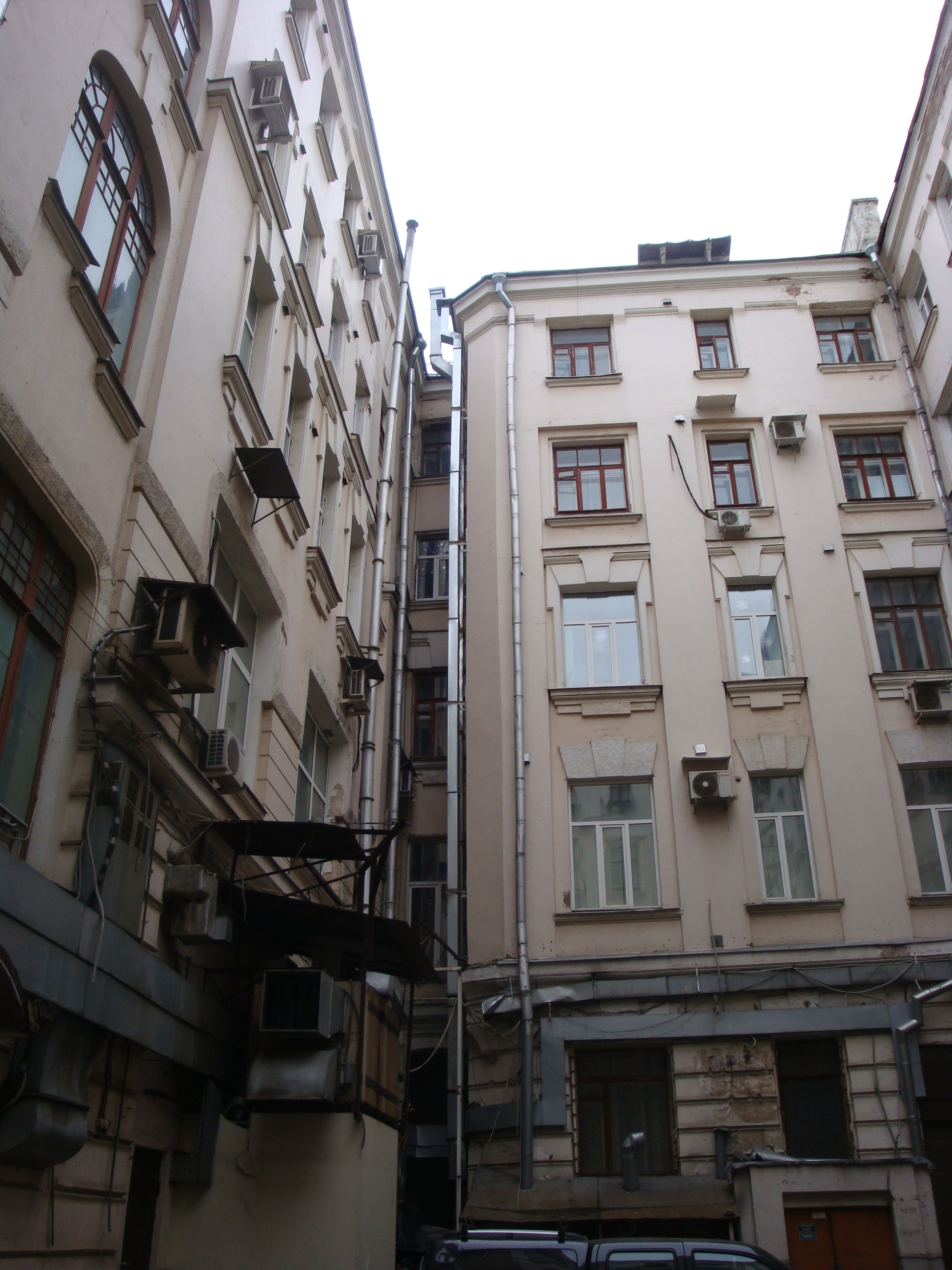
Внутренний двор здания, 2014 год